# Torone
Torone (en grec antic: Τορώνη, Toróne, pronunciació moderna Toróni) és una ciutat de Calcídia a Macedònia, al sud-oest de la península de Sithònia. Des de la reforma del govern local de 2011 forma part del municipi de Sitònia, del qual és una unitat municipal. L'entitat municipal té una superfície de 193.973 km².

## Història
El seu nom deriva de Torone, filla de Proteus o de Posidó i de Fenícia.
Fou una colònia grega fundada per la ciutat de Calcis (a l'illa d'Eubea) i fou la ciutat principal de la Calcídia a l'inici de la colonització. El seu port es deia Cophos.
Durant la invasió de Xerxes va donar soldats i proveïments als perses i a l'acabar la guerra va passar sota dependència d'Atenes. El 424 aC un partit local va obrir les portes a Brasides però fou reconquerida per Cleon dos anys després. Més tard va quedar sotmesa a Olint, que la va perdre davant el general atenenc Timoteu. Fou conquerida per Filip II de Macedònia junt amb altres ciutats calcidies. En la guerra de Roma contra Perseu fou atacada per la flota romana el 169 aC, però fou rebutjada. Va ser possessió romana, bizantina i otomana.
El golf al qual donava era el Toronaikos kolpos o golf de Toronea (llatí Toronaeus sinus, avui golf de Kassáindhra).